# Kolsrud Station
Kolsrud Station (Kolsrud stoppested) var en jernbanestation på Bergensbanen, der lå i Flå kommune i Norge.
Stationen blev oprettet som holdeplads 15. marts 1914. Den blev nedgraderet til trinbræt 1. august 1953 men fik dog til gengæld læssespor i 1963. Betjeningen med persontog ophørte 23. maj 1982, og 3. juni 1984 blev stationen nedlagt.
Stationsbygningen blev opført efter tegninger af Harald Kaas. Den var af samme type som på Rallerud, Ørgenvika, Bergheim og Liodden. Stationsbygningen blev senere revet ned, og sporskifterne taget op.